# 奧爾德姆縣 (德克薩斯州)
奧爾德姆縣（英語：Oldham County）是美國德克薩斯州北部狹地的一個縣，西鄰新墨西哥州。面積3,889方公里。根據美國2000年人口普查，共有人口2,185人。縣治維加（Vega）。
成立於1876年8月21日，縣政府成立於1881年6月12日。本縣紀念歷任阿肯色州州眾議員、議長、美利堅邦聯德州參議員的威廉·S·奧爾德姆（William Simpson Oldham）。